# Eleusis (fill d'Hermes)
Segons la mitologia grega, Eleusis (en grec antic Ἐλευσίς) va ser un heroi epònim de la ciutat d'Eleusis, ciutat que fundà i consagrà a Demèter. Algunes tradicions el fan fill d'Hermes i de Daïra, i estava casat amb Cotona, que li havia donat un fill, Triptòlem. Altres llegendes diuen que el seu pare era Ògig.
Quan Demèter amb els seus encanteris volia transformar Triptòlem en immortal posant-lo al foc, Eleusis, testimoni involuntari del fet va fer un crit. Demèter, irritada, el va matar.